# Sting de l'Arizona
 (février 2024).
Si vous disposez d'ouvrages ou d'articles de référence ou si vous connaissez des sites web de qualité traitant du thème abordé ici, merci de compléter l'article en donnant les références utiles à sa vérifiabilité et en les liant à la section « Notes et références ».
Le Sting de l’Arizona (en Arizona Sting) sont une ancienne franchise américaine de crosse en salle évoluant en National Lacrosse League entre 2004 et 2007. Basés à Glendale (Arizona), les Sting jouaient au Jobing.com Arena, enceinte de 17 653 places inaugurée en 2003.

## Histoire
Ils ont joué au Nationwide Arena à Columbus, de 2001 à 2003 sous le nom des Landsharks de Columbus. Après la saison 2003, la franchise a déménagé à Glendale (Arizona), en devenant le Sting de l'Arizona.

## Saison par saison
| Saison      | Division  | V-D   | Class. | Domicile | Extérieur | GF  | GA  | Séries éliminatoires          |
| ----------- | --------- | ----- | ------ | -------- | --------- | --- | --- | ----------------------------- |
| 2004        | Ouest     | 7-9   | 4e     | 6-2      | 1-7       | 200 | 208 | --                            |
| 2005        | Ouest     | 9-7   | 2e     | 5-3      | 4-4       | 209 | 209 | Finaliste                     |
| 2006        | Ouest     | 8-8   | 4e     | 4-4      | 4-4       | 198 | 199 | Défaite en finale de division |
| 2007        | Ouest     | 9-7   | 3e     | 6-2      | 3-5       | 188 | 181 | Finaliste                     |
| Total       | 4 saisons | 33-31 |        | 21-11    | 12-20     | 795 | 797 |                               |
| Totaux S.É. |           | 5-3   |        | 2-1      | 3-2       | 107 | 100 |                               |